# آدنین

آدنين

آدنین (به انگلیسی: Adenine) یک باز نوکلئوتیدی و از مشتقات پورین است.
در DNA با باز تیمین و در RNA با باز یوراسیل پیوند بر قرار می‌کند؛ هم‌چنین از راه نیتروژن شمارهٔ ۹ خود به کربن شمارهٔ ۱ قند متصل می‌شود. در محیط اسیدی این بازدر نیتروژن شمارهٔ یک پروتون دارمی شود؛ این ویژگی کمک می‌کند تا در دماهای بالا پیوند میان قند و باز شکسته شود. آدنین نسبت به پیریمیدین‌ها دارای ضریب خاموشی بالاتری است و هم‌چنین جذب نوری بالاتری نیز دارد. هیپوزانتین از جایگزینی NH۲ آدنین با گروه OH و تاتومریزاسیون آن ایجاد می‌شود. استخلاف بیشتر یعنی گروه OH به جای کربن ۲ و تاتومریزاسیون تولید زانتین می‌کند. جایگاه ۲ و ۶ و ۸ این باز دچار فقر الکترون بوده و بنابراین قادر است با واکنش‌گرهای هسته دوست، واکنش دهد. 
| ویژگی‌ها       |                        |
| ------------- | ---------------------- |
| فرمول شیمیایی | C5H5N5                 |
| جرم مولکولی   | 13/135گرم برمول        |
| نقطه ذوب      | 365-360درجه سانتیگراد  |
| چگالی         | 6/1گرم بر سانتی متمکعب |